# 左右神社
左右神社（さゆうじんじゃ）は、千葉県香取郡東庄町舟戸にある神社。左右大神（さゆうだいじん）とも呼ばれている。

## 歴史
天武天皇の御代白鳳十二癸未年（683年）、郷土の鎮護として椿の海を望む高台（東庄町舟戸）に創建された。
本社は五穀豊穣、開運、縁結び、安産、延命長寿の大神として信仰厚く古来より武門衆庶の信仰を集めていた。

## 祭神
- 伊邪那岐命（イザナギノミコト）
- 伊邪那美命（イザナミノミコト）

## 境内
- 社殿・拝殿
- 御神木
- 手水舎
- 神楽殿
- 八幡宮

境外社として櫻井子安神社がある。

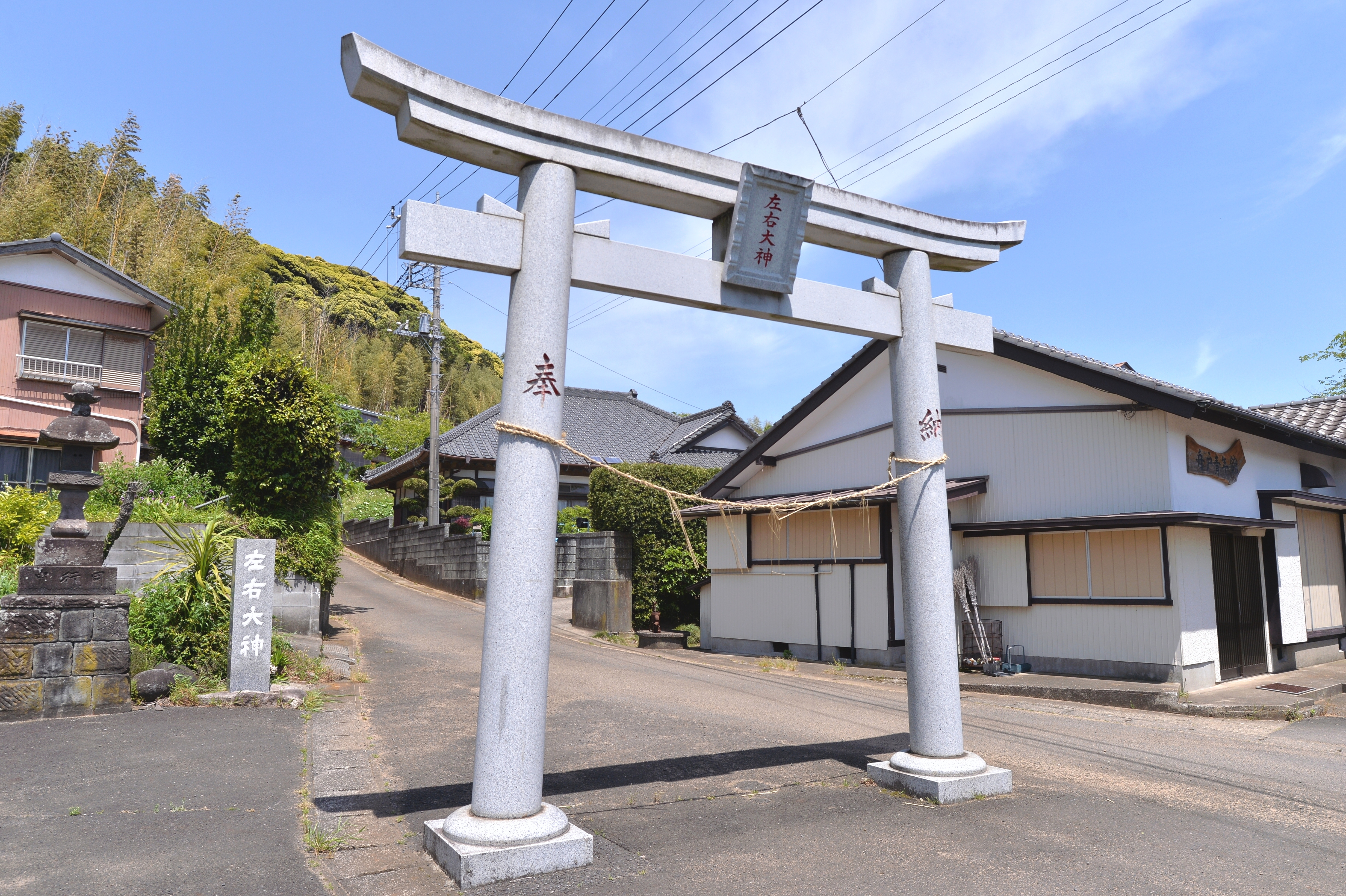
一の鳥居
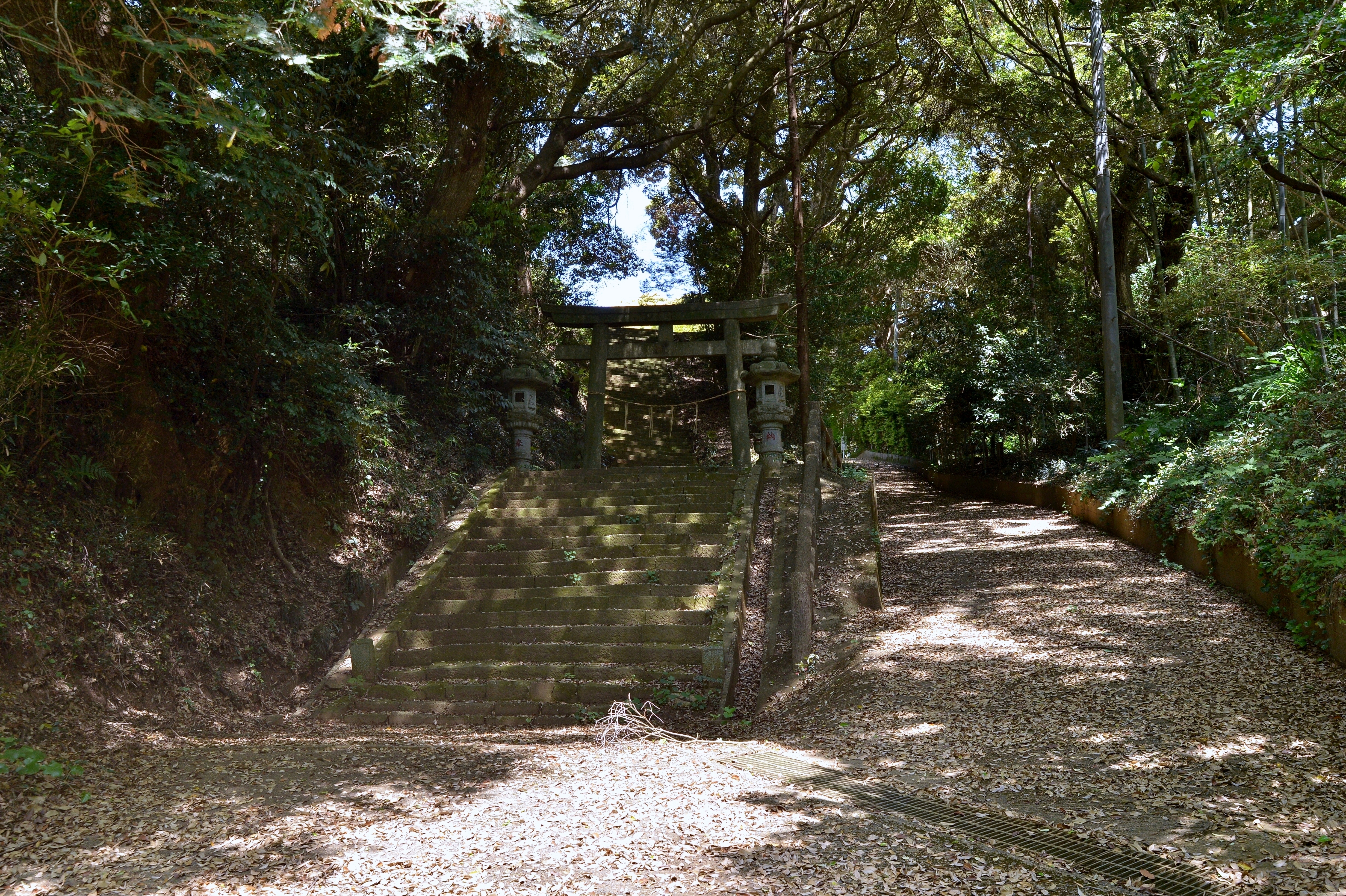
二の鳥居と参道
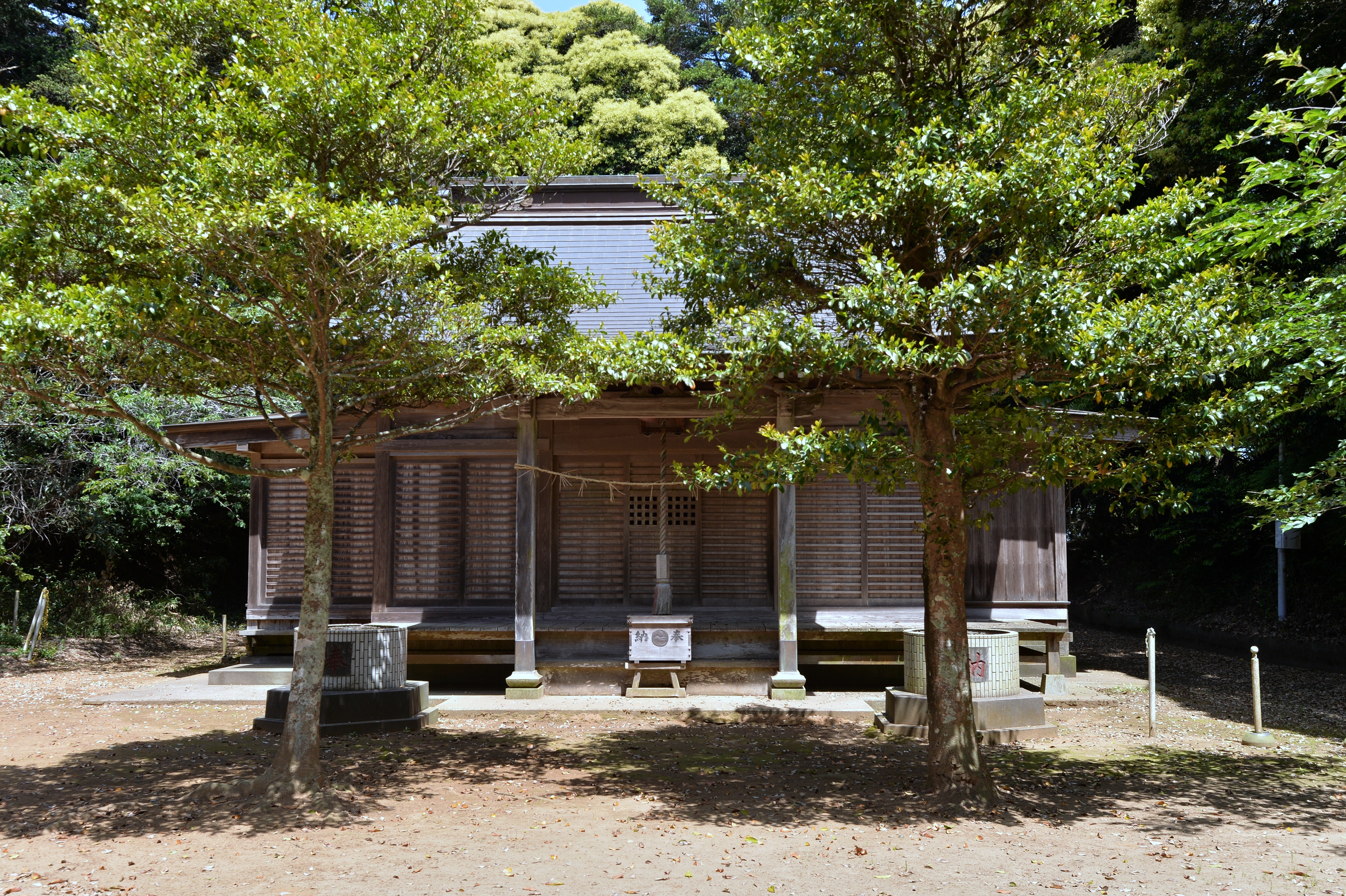
拝殿
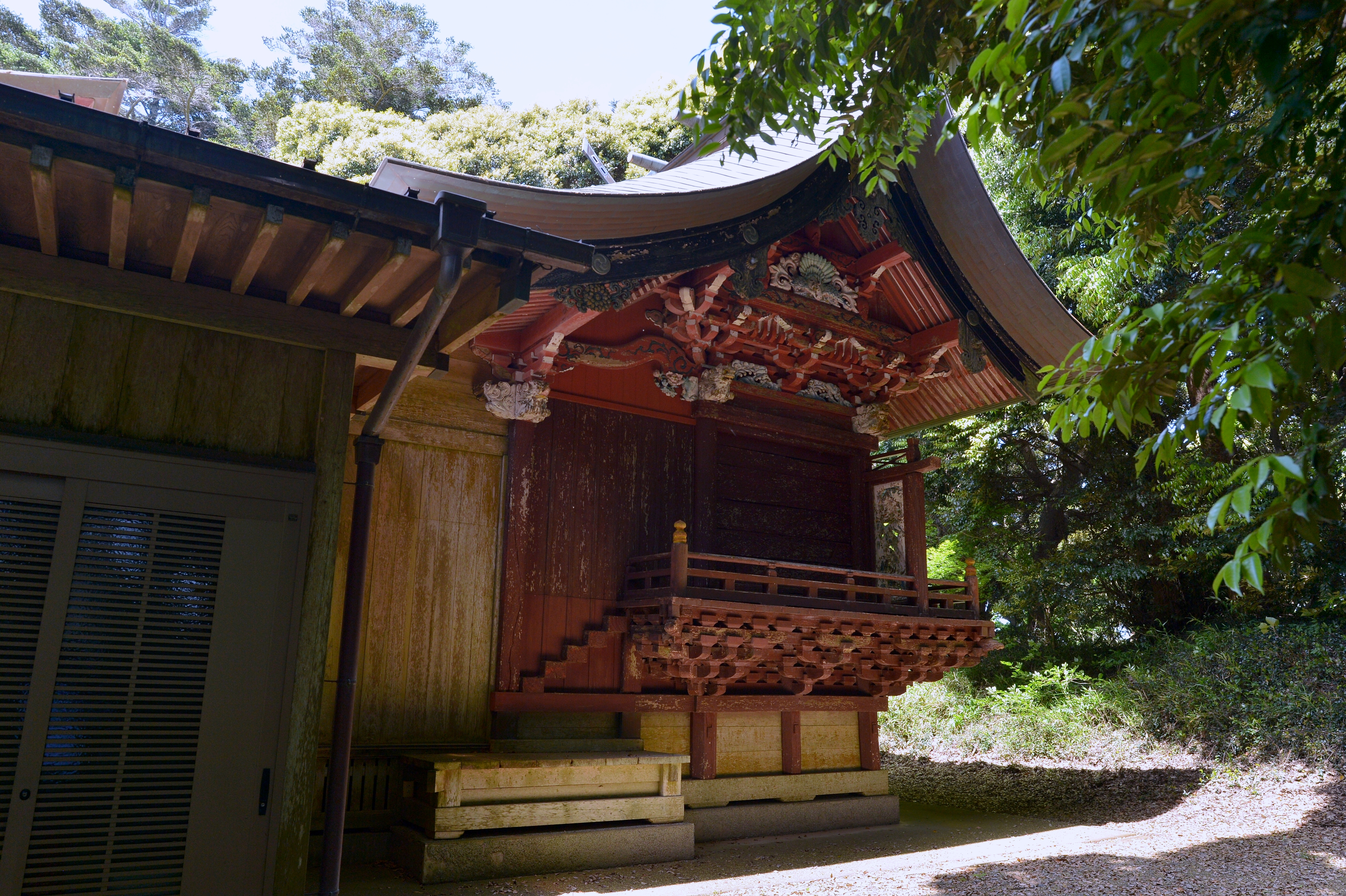
本殿
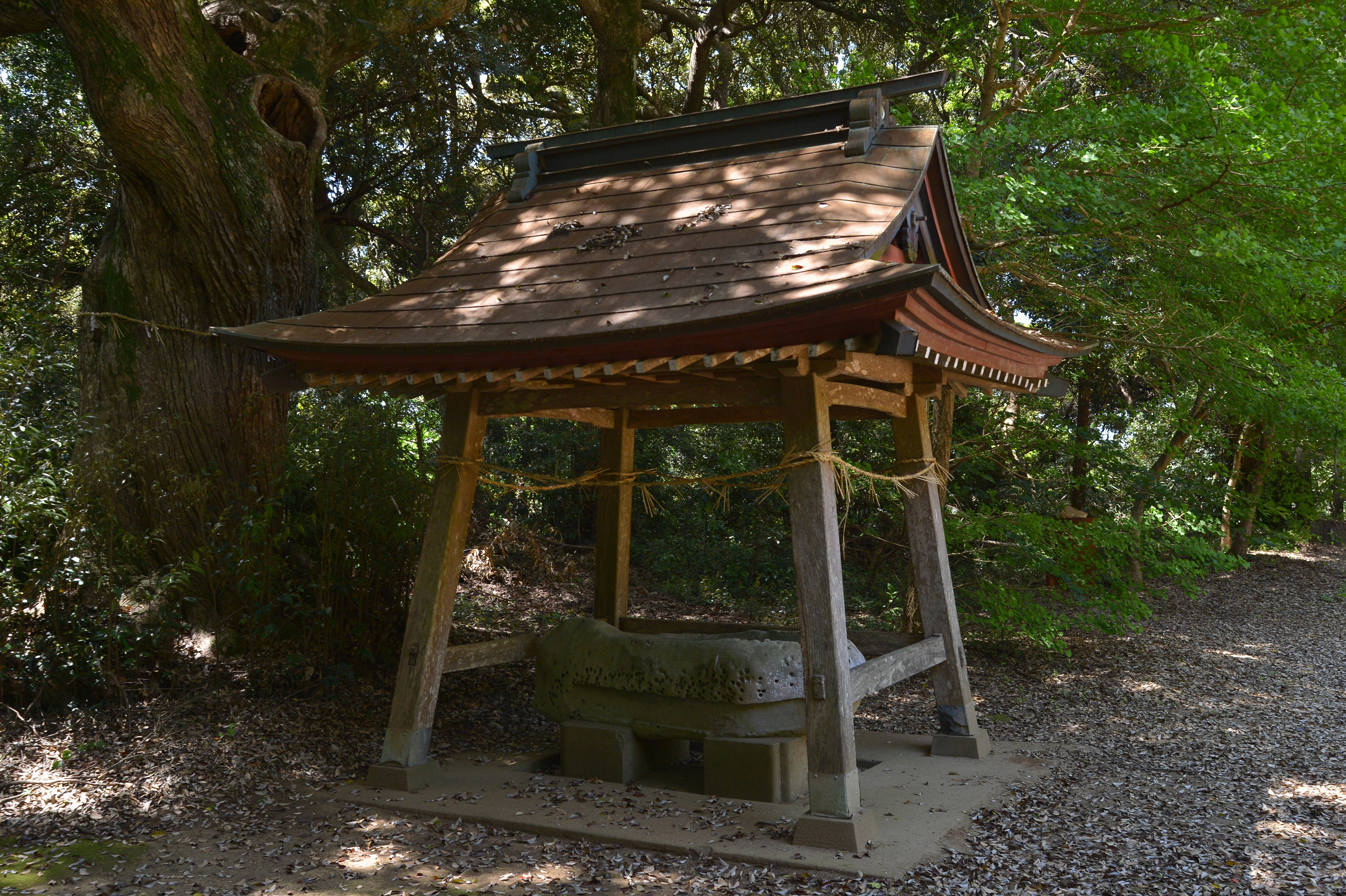
手水社
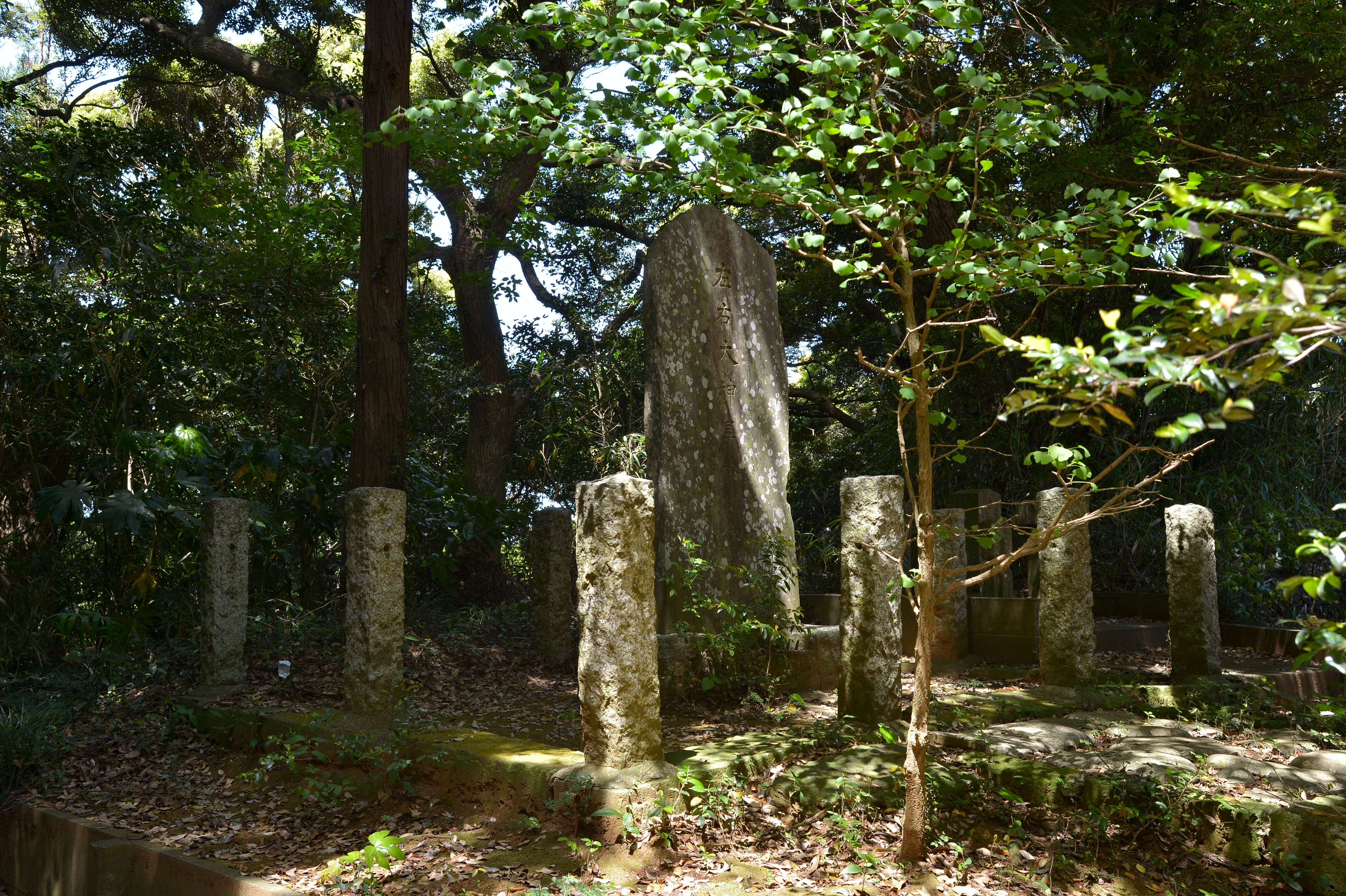
左右大神昇格祈念碑
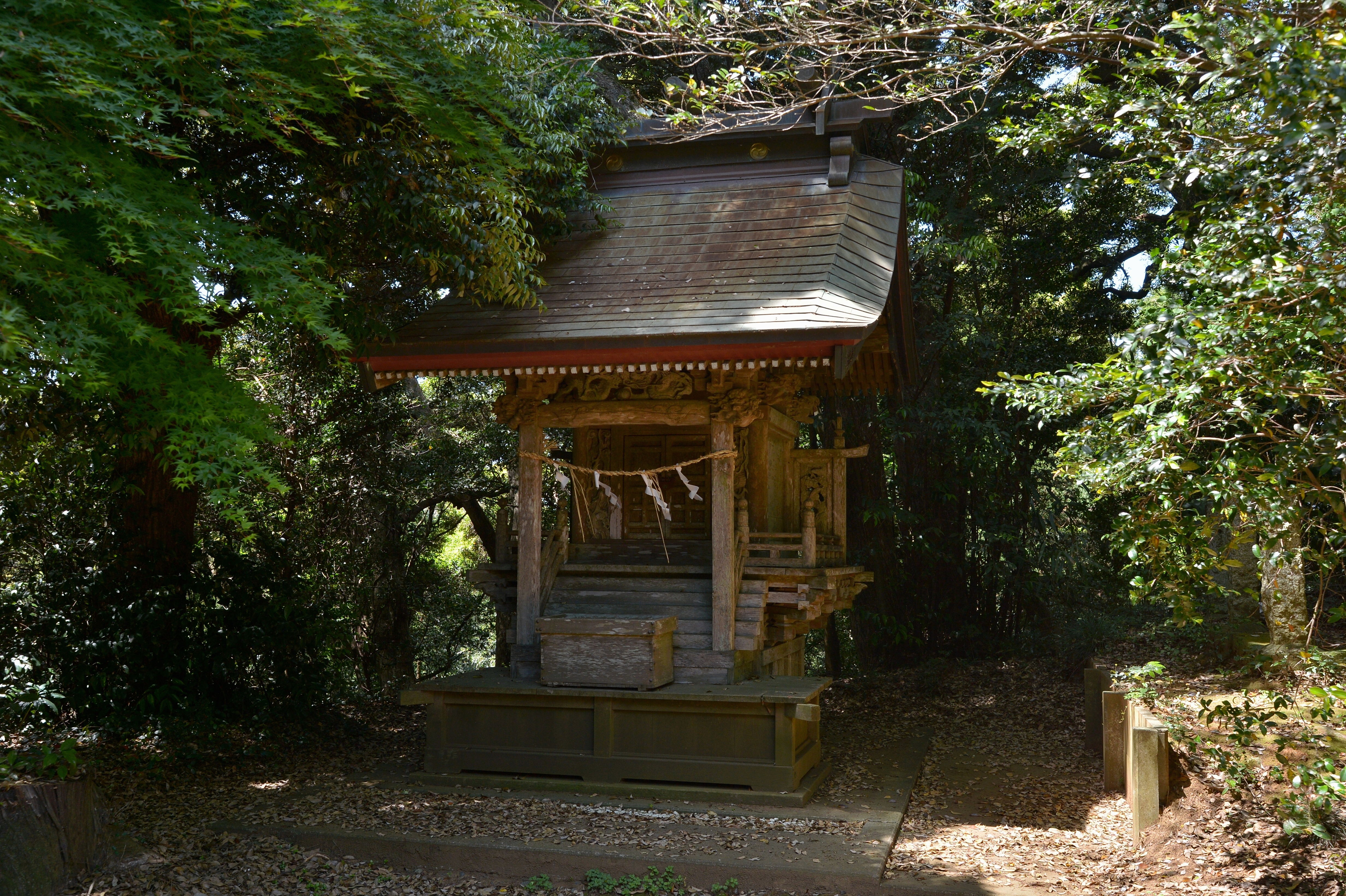
境内にある八幡宮

## 行事
十二年未年毎に盛大に御神幸祭が行われる。
- 1月1日 - 歳旦祭
- 2月3日 - 節分祭
- 4月第一土曜日 - 例大祭　神楽
- 8月15日 - 摂社八幡宮の例祭
- 11月23日 - 新嘗祭

## 交通
JR笹川駅から車で10分。
駐車場は、本殿裏。